# Darreh Charm
Darreh Charm (persiska: درّه چرم) är en ort i Iran.   Den ligger i provinsen Khorasan, i den östra delen av landet, 800 km öster om huvudstaden Teheran. Darreh Charm ligger 1 783 meter över havet och antalet invånare är 581.
Terrängen runt Darreh Charm är platt åt sydväst, men åt nordost är den kuperad. Runt Darreh Charm är det glesbefolkat, med 12 invånare per kvadratkilometer. Darreh Charm är det största samhället i trakten. Trakten runt Darreh Charm är ofruktbar med lite eller ingen växtlighet.